# بلقاء ثنائية التثلم
ملالوكا ثنائية التثلم (الاسم العلمي:Melaleuca bisulcata) هي نوع من النباتات تتبع جنس الملالوكا من فصيلة الآسية. تم وصف هذا النوع من النبات علمياً لأول مرة من قبل فرديناند فون مولر سنة 1862.